# Morro da Fumaça (kommun)
Morro da Fumaça är en kommun i Brasilien.   Den ligger i delstaten Santa Catarina, i den södra delen av landet, 1 400 km söder om huvudstaden Brasília. Antalet invånare är 16 126.
Följande samhällen finns i Morro da Fumaça:
- Morro da Fumaça

Omgivningarna runt Morro da Fumaça är en mosaik av jordbruksmark och naturlig växtlighet. Runt Morro da Fumaça är det ganska tätbefolkat, med 192 invånare per kvadratkilometer.